# Okręg wyborczy Dublin College Green
Miejski okręg wyborczy do Izby Gmin Zjednoczonego Królestwa Wielkiej Brytanii i Irlandii Dublin College Green (lub College Green) został utworzony w 1885 r., kiedy okręg wyborczy Dublin City podzielony na cztery mniejsze okręgi wyborcze. Okręg Dublin College Green wysyłał do parlamentu westminsterskiego jednego deputowanego. Przez prawie cały czas swojego istnienia College Green był bastionem irlandzkich nacjonalistów, jednak po powstaniu wielkanocnym w 1916 r. przewagę uzyskała tam Sinn Féin. Fenianie wygrali w tym okręgu wybory w 1918 r. Podobnie jak inni fieniańscy deputowani wybrani w tamtych wyborach, również reprezentant College Green, Seán T. O’Kelly, nigdy nie zasiadł w parlamencie westminsterskim. Razem z innymi pozostał w Dublinie, gdzie utworzył zalążek irlandzkeigo parlamentu. Po uznaniu przez Wielką Brytanię niepodległości Irlandii w 1922 r. okręg wyborczy Dublin College Green został zlikwidowany.

## Reprezentanci okręgu Dublin College Green w brytyjskiej Izbie Gmin
- 1885–1892: Timothy Daniel Sullivan
- 1892–1896: Joseph E. Kenny
- 1896–1900: James Laurence Carew
- 1900–1915: Joseph Patrick Nannetti
- 1915–1918: John Dillon Nugent
- 1918–1922: Seán T. O’Kelly

## Wyniki wyborów w okręgu Dublin College Green

### Wybory powszechne 30 listopada 1885
- Liczba uprawnionych do głosowania: 10 797
- Liczba oddanych głosów: 8 066
- Frekwencja wyborcza: 74,71%
- Wyniki wyborów:
  - Timothy Daniel Sullivan, Irlandzka Partia Parlamentarna, 6548 głosów (81,18%)
  - David Sherlock, Partia Liberalna, 1518 głosów (18,82%)

### Wybory powszechne 1 lipca 1886
- Wyniki wyborów:
  - Timothy Daniel Sullivan, Irlandzka Partia Parlamentarna, nie miał kontrkandydatów

### Wybory powszechne 7 lipca 1892
- Liczba uprawnionych do głosowania: 6 781
- Liczba oddanych głosów: 5 125
- Frekwencja wyborcza: 75,58%
- Wyniki wyborów:
  - Joseph E. Kenny, Irlandzka Partia Parlamentarna, odłam Parnellite, 2568 głosów (50,11%)
  - sir Henry Cochrane, irlandzcy unioniści, 1441 głosów (28,12%)
  - Timothy Daniel Sullivan, Irlandzka Partia Parlamentarna, odłam Anti-Parnellite, 1116 (21,78%)

### Wybory powszechne 12 lipca 1895
- Wyniki wyborów:
  - Joseph E. Kenny, Irlandzka Partia Parlamentarna, odłam Parnellite, nie miał kontrkandydatów

### Wybory uzupełniające 6 kwietnia 1896
- zorganizowane po śmierci Kenny’ego
- wyniki wyborów:
  - James Laurence Carew, Irlandzka Partia Parlamentarna, odłam Parnellite, nie miał kontrkandydatów

### Wybory powszechne 3 października 1900
- Liczba uprawnionych do głosowania: 10 233
- Liczba oddanych głosów: 4 640
- Frekwencja wyborcza: 45,39%
- Wyniki wyborów:
  - Joseph Patrick Nannetti, Irlandzka Partia Parlamentarna, 2467 głosów (53,17%)
  - James Laurence Carew, niezależni nacjonaliści, 2173 (46,83%)

### Wybory powszechne 13 stycznia 1906
- Wyniki wyborów:
  - Joseph Patrick Nannetti, Irlandzka Partia Parlamentarna, nie miał kontrkandydatów

### Wybory powszechne 19 stycznia 1910
- Liczba uprawnionych do głosowania: 8 739
- Liczba oddanych głosów: 5 798
- Frekwencja wyborcza: 66,35%
- Wyniki wyborów:
  - Joseph Patrick Nannetti, Irlandzka Partia Parlamentarna, 4559 głosów (78,63%)
  - George Bernard  O’Connor, irlandzcy unioniścy, 1239 głosów (21,37%)

### Wybory powszechne 3 grudnia 1910
- Wyniki wyborów:
  - Joseph Patrick Nannetti, Irlandzka Partia Parlamentarna, nie miał kontrkandydatów

### Wybory uzupełniające 11 czerwca 1915
- zorganizowane po śmierci Nannettiego
- Liczba uprawnionych do głosowania: 8 167
- Liczba oddanych głosów: 4 261
- Frekwencja wyborcza: 52,17%
- wyniki wyborów:
  - John Dillon Nugent, Irlandzka Partia Parlamentarna, 2445 głosów (57,38%)
  - Thomas Farren, Irlandzka Partia Pracy, 1816 (42,62%)

### Wybory powszechne 14 grudnia 1918
- Liczba uprawnionych do głosowania: 21 414
- Liczba oddanych głosów: 12 515
- Frekwencja wyborcza: 58,44%
- wyniki wyborów:
  - Seán T. O’Kelly, Sinn Féin, 9662 głosy (77,20%)
  - Joseph Coghlan Briscoe, niezależni nacjonaliści, 2853 głosy (22,80%)